# Martin-Luther-Kirche (Felgeleben)

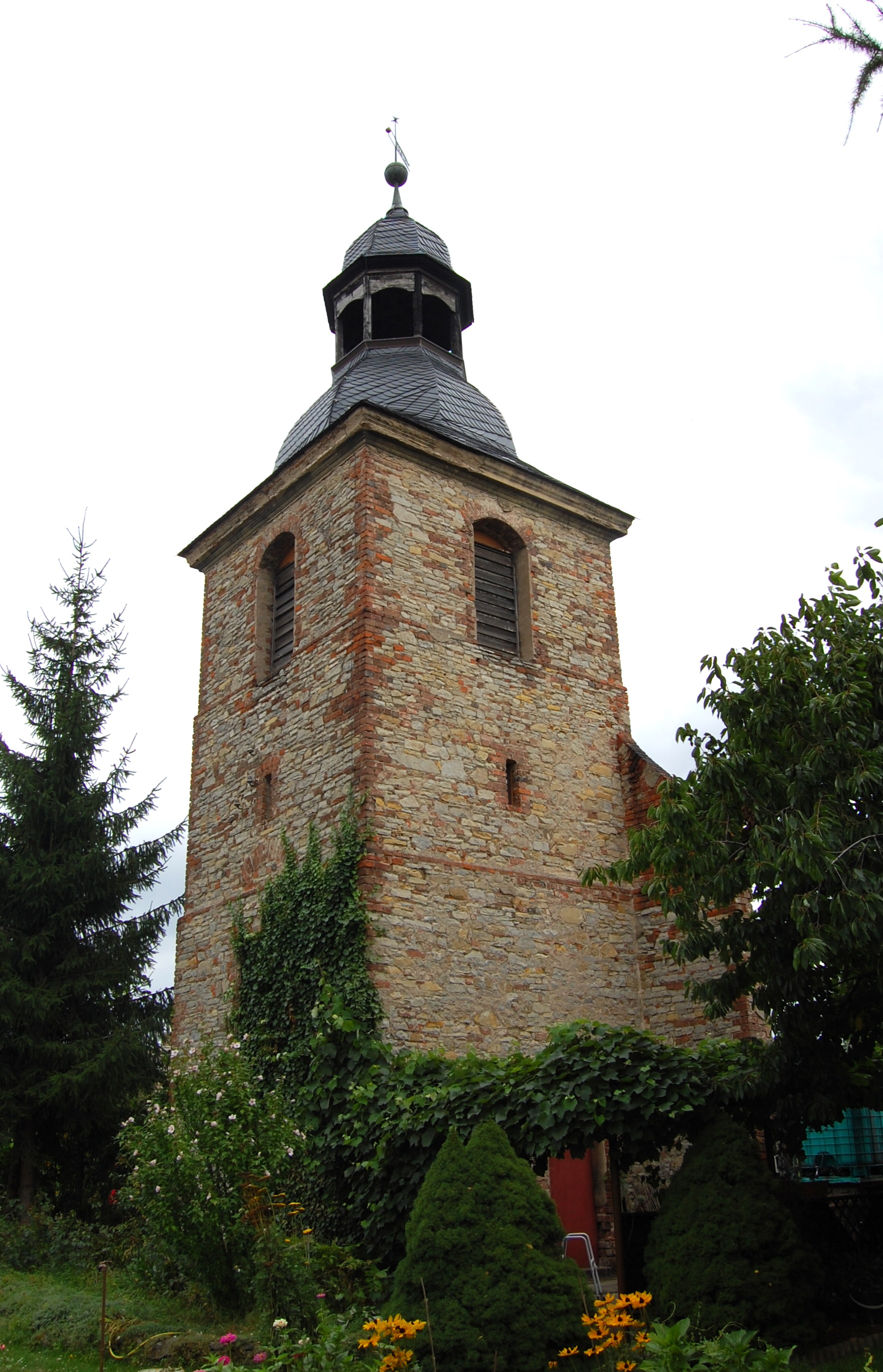
Kirchturm der Martin-Luther-Kirche

Die Martin-Luther-Kirche ist die evangelische Kirche des zur Stadt Schönebeck (Elbe) gehörenden Dorfes Felgeleben. Von der Kirche ist nur der Kirchturm erhalten.

## Architektur und Geschichte
Es wird angenommen, dass Vorgängerbauten der heutigen Kirche bereits in der Zeit der Romanik bestanden. Im Untergeschoss des Turms befindet sich noch heute ein achteckiger Taufstein mit romanischem Ornamentband.
Nachdem der Ort längere Zeit, zumindest ab 1414 wüst war und erst ab 1541 wieder besiedelt wurde, entstand ab 1578 auf dem romanischen Unterbau eine neue Pfarrkirche. Die neue Kirche wurde als rechteckiger Saalbau errichtet. 1616 ließ der Barbyer Graf Wolfgang Friedrich einen Kirchturm errichten. Dieser Kirchenbau dürfte, wie der größte Teil des Orts, in der Zeit des Dreißigjährigen Kriegs zerstört worden sein.
1734 entstand ein neuer kleiner verputzter Bau auf rechteckigem Grundriss. Von diesem ist heute nur der ursprünglich westlich des Kirchenschiffs stehende Kirchturm samt Haube und Laterne erhalten. Das Schiff wurde 1989 abgerissen.